# Otholobium venustum
Otholobium venustum är en ärtväxtart som först beskrevs av Christian Friedrich Frederik Ecklon och Carl Ludwig Philipp Zeyher, och fick sitt nu gällande namn av Charles Howard Stirton. Otholobium venustum ingår i släktet Otholobium och familjen ärtväxter. Inga underarter finns listade i Catalogue of Life.